# Xerox Alto
Xerox Alto — компьютер, разработанный в исследовательском центре Xerox PARC в 1973 году. Это первый в мире компьютер, использовавший метафору «рабочего стола» и графический пользовательский интерфейс. Xerox Alto был первым полностью персональным компьютером в современном понимании, хотя некоторые другие, более ранние системы (например, учебный компьютер Kenbak-1 или программируемый терминал Datapoint 2200) также отчасти подходят под эту категорию. Однако Alto был исследовательским прототипом, а не коммерческим продуктом. Предполагалось, что Alto станет серийно производимой машиной, но она так и не была поставлена на поток. Тем не менее, в общей сложности было произведено несколько тысяч Alto, большая часть которых использовалась в самом Xerox PARC и различных университетах.

## Архитектура
Разработка компьютера началась в 1972 году с документа, написанного Батлером Лэмпсоном. В разработке также участвовали Эдвард Маккрейт, Чарльз Текер, Боб Спроул и Дейв Богг.

Боб Тейлор помог проработать детали проекта, потому что не хотел, чтобы его команда тратила время на корпоративные компьютеры. Куда интереснее было разработать несколько компактных устройств с дисплеями и объединить их в сеть. Он был в восторге, что три его любимых инженера: Лэмпсон, Текер и Кей — будут работать вместе. Лэмпсон и Текер знали границы возможного, а Кей взял курс на компьютер своей мечты и подначивал остальных стремиться к невозможному.
Новый компьютер назвали Xerox Alto (хотя Кей настойчиво продолжал называть его прототипом Dynabook).
Уолтер Айзексон. Инноваторы.

Xerox Alto имел 128 КБ оперативной памяти, расширяемой до 512 КБ, жёсткий диск со сменным картриджем на 2,5 МБ, все части размещались в блоке размером с небольшой холодильник. Центральный процессор компьютера на основе набора из 4 микросхем 74181 представлял собой на то время очень прогрессивный процессор с поддержкой микрокода, который использовался для большинства функций ввода-вывода.
Для вывода графической информации использовался монохромный монитор, исполненный в нетрадиционной портретной ориентации. Компьютер был также оснащён трехкнопочной мышью, клавиатурой и сетевой платой, использующей разработанный в Xerox PARC протокол Ethernet.
Все мыши, использовавшиеся с Alto, были трёхкнопочными. Первая мышь была механической, с двумя колёсами, поставленными перпендикулярно друг другу. Вскоре эта модель была заменена на мышь с шариком, изобретённая Биллом Инглишем. Позже появилась оптическая мышь, сначала использовавшая белый свет, а затем — инфракрасное излучение. Кнопки на первых мышках были расположены друг над другом, а не друг рядом с другом, как это принято сейчас.

## Программное обеспечение
Первые программы для Alto были написаны на языке программирования BCPL, затем использовался язык Mesa, который не получил широкого распространения за стенами PARC, но оказал влияние на некоторые более поздние языки, например, Modula. На клавиатуре Alto отсутствовала клавиша подчёркивания, которая была приспособлена для символа левой стрелки, используемого в языке Mesa в качестве оператора присваивания. Эта особенность клавиатуры Alto могла быть причиной появления стиля именования идентификаторов CamelCase. Другой особенностью Alto была возможность для пользователя программировать непосредственно микрокод процессора.
Несмотря на сравнительно небольшой объём оперативной памяти, для Xerox Alto были разработаны и использовались программы с графическими меню, пиктограммами и другими элементами, ставшими привычными лишь с появлением операционных систем Mac OS и Microsoft Windows. Для Xerox Alto были разработаны текстовые процессоры Bravo и Gypsy, работавшие по принципу WYSIWYG, редакторы графической информации (растровых изображений, печатных плат, интегральных схем и др.), первая версия среды Smalltalk и одна из первых в мире сетевых многопользовательских игр — Alto Trek.

### Документация
- Alto user's handbook : September 1979. — Xerox Palo Alto Research Center, September 1979.
- Alto I Schematics. Bitsavers 54. Дата обращения: 21 июля 2016. Архивировано 24 февраля 2021 года.
- Alto Operating System Reference Manual. — Xerox PARC, June 26, 1975. — P. 2.